# Puig dels Tossals Verds
El puig des Tossals Verds és un cim de Mallorca que té una altura de 1.115 m i que pertany al municipi d'Escorca. Pren el nom de la possessió dels Tossals Verds, de la qual és el punt culminant. El morro d'Almallutx i el puig de la Font formen part del mateix massís.

## Principals accessos
- De l'embassament del Gorg Blau, pel coll dels Coloms.[2]
- Del refugi dels Tossals Verds.

## Refugi dels Tossals Verds
Al vessant sud de la muntanya s'hi troba el refugi de Tossals Verds, refugi de muntanya gestionat pel consell de Mallorca. Fou inaugurat l'any 1995, aprofitant unes antigues construccions del segle xix utilitzades pels jornalers de l'hort de la possessió dels Tossals Verds. Actualment, la possessió també és de titularitat pública. El refugi està al peu del GR 221 a 6 hores de Sóller i a 5h de Lluc.